# Jo Kwon
Pour les articles homonymes, voir Kwon (homonymie).
Jo Kwon (hangeul: 조권, hanja: 趙權; né le 28 août 1989) est un chanteur, présentateur et acteur sud-coréen. Il est aussi le leader du boys band 2AM.

## Prédébuts
Jo Kwon, a été stagiaire chez JYP Entertainment pendant sept ans après avoir rejoint la compagnie. Il a été choisi comme le dernier membre du 99 % Challenge Project de Park Jin Young avec Sun-ye des Wonder Girls.

## Carrière avec 2AM
En 2008, on le voit dans Hot Blood sur Mnet. Le programme montrait l'entraînement physique intense que les garçons de treize ans doivent faire pour avoir l'occasion de débuter dans soit un groupe de quatre membres qui font des ballades soit un groupe de sept membres qui se focalise sur la danse. Après plusieurs éliminations, Kwon a été choisi pour intégrer un groupe de ballade de quatre membres, qui sera 2AM. Il est devenu le leader du groupe.
Le premier single de 2AM This Song est sorti le 21 juillet 2008. Le groupe a débuté le 11 juillet 2008, en interprétant 이 노래 (This Song). En mars 2015, Jo Kwon a décidé de renouveler son contrat avec JYP Entertainment, alors que les trois autres membres de 2AM ont signé avec d'autres agences. JYP Entertainment a assuré que les départs ne signifiaient ni la séparation ni la fin de 2AM. Cependant, 2AM est actuellement en période de pause.

## Carrière solo

### 2008: Naissance de l'idole de variété
Kwon est apparu en tant que membre régulier du panel d'émissions telles que Star King. Il faisait partie du Dirty Eyed Girls dans un épisode de l'émission de variété de 2PM Wild Bunny, où il parodie la chanson Abracadabra des Brown Eyed Girls. La vidéo est devenue très populaire. En septembre 2009, il était l'un des présentateurs principaux du show environnemental de la SBS Find it! Green Gold avec Shindong des Super Junior, Kim Hyung-jun des SS501 et l'ex-membre des Fly To The Sky Brian Joo. Il a également remplacé Jay Park dans l'émission historique et culturelle Nodaji après que Jay Park quitte 2PM et reparte aux États-Unis.
Il rejoint la distribution de We Got Married le 3 octobre 2009, mis en couple avec Ga-In des Brown Eyed Girls. Bien qu'ils devaient initialement n'être que dans le spécial Chuseok, leur apparition a créé les plus fortes audiences de la deuxième saison, ils ont par conséquent été annoncés comme couple permanent. Kwon a été diagnostiqué avec le virus H1N1 le 28 octobre 2009, ce qu'il l'a contraint à repousser le tournage de We Got Married. Il s'est rapidement remis d'aplomb après avoir reçu un traitement.
En 2010, il devient un membre permanent de la distribution de Family Outing 2. Il fait sa cinquième apparition dans l'émission télévisée Happy Together en juin 2012. Aussi, il fait plusieurs apparitions sur Star King, Invincible Youth S2, Come To Play, Radio Star, Star Dance Battle et encore de nombreuses émissions. Il est connu pour sa kkab dance et danse souvent sur les plateaux télés. Kkab peut être traduit comme hyperactif.
En 2014, il est de retour sur le programme Off to School diffusé sur JTBC, après avoir été absent de cette émission pendant au moins deux ans.

### 2009: Popularité en tant qu'Adam Couple
Comme il a rejoint la distribution de We Got Married avec Ga-In des Brown Eyed Girls, la popularité du pairing a donné naissance au surnom Adam Couple par les fans. Leur popularité ne s'est pas limitée à leurs apparitions dans l'émission mais aussi dans l'industrie musicale.
Lui et Ga-In ont sorti un single numérique intitulé 우리 사랑하게 됐어요 (We Fell in Love) le 16 décembre 2009 et ce morceau a figuré en haut des classements musicaux en ligne et a gagné deux prix au K-Charts du Music Bank et le Most Popular Background Phone Music aux Gaon Charts. 50 millions de wons récoltés grâce aux bénéfices ont été reversés pour aider les victimes du séisme de 2010 en Haïti. Pour ces contributions, Kwon a reçu un prix à la cérémonie des 3es Korea Sharing Awards.
Le couple s'est séparé le 15 janvier 2011.

### 2010: Premier solo et débuts à l'écran
Le 30 juin 2010, Kwon sort son premier single numérique solo nommé 고백하던 날 (The Day I Confessed), une chanson qu'il a partiellement composé durant la diffusion de We Got Married pour Ga-in. La chanson est arrivée première au classement en temps réel Cyworld le jour après sa sortie.
La même année, il était dans la distribution de la sitcom All My Love avec Park Min Sun, Kim Gab Soo et Ga-In. Jo Kwon est resté dans la sitcom jusqu'au dernier épisode en 2011 alors que la participation de Ga-In s'est finie en mai 2011 à cause d'un conflit d'emploi du temps.

### 2012: Premier album solo
Le 25 juin 2012, Jo Kwon sort son album solo I'm Da One, ainsi qu'un clip.
Pour son album, le chorégraphe de Beyoncé Jonte Moaning a fait l'éloge de Jo Kwon pour sa performance de sa chanson Animal. Jo Kwon portait des talons kill heels de 19,5 cm et une tenue de cuir pour faire cette chanson sur scène, aux côtés du rappeur et danseur J-Hope de BTS.

### 2013: Débuts dans la comédie musicale et les dramas
En 2013, Kwon a rejoint la distribution d'une version coréenne de Jesus Christ Superstar, où il tenait le rôle de King Herod.
Dans la même année le 27 février, il a été confirmé que Jo Kwon serait membre de la distribution du drama de KBS2 Queen of the Office. Le drama raconte l'histoire d'une talentueuse contractuelle jouée par Kim Hye-soo, et le travail et les relations qui l'entourent. Kwon joue le rôle de Kye Kyung Woo.

### 2016: Deuxième album solo et4ecomédie musicale
Le 5 février, heure coréenne, Jo Kwon a mis en ligne une photo avec des paroles écrites à la main de sa nouvelle chanson Crosswalk sur son Instagram. Le clip du single de Jo Kwon est sorti le 15 février et on y voit Suho de EXO dans le rôle principal. Le nouvel album de  Jo Kwon Crosswalk inclut trois pistes, dont deux qu'il a écrites ― la chanson-titre Crosswalk et la troisième piste Flutter, la deuxième piste It's Okay a été écrite par Ryan S. Jhun et Denzil « DR » Remedios, les producteurs musicaux de SM Entertainment pour SHINee et f(x). Des paroliers célèbres comme Esna et Aev ont produit la chanson-titre Crosswalk.
Le 17 mars 2016, il est annoncé par JYP Entertainment que Jo Kwon participera dans la comédie musicale On The Starry Night dans le rôle de Choi Sung Keun. C'est le rôle d'un homme qui semble être complètement inconsidéré, manquant de bon sens, mais qui est en fait un vocaliste né pour être sous le feu des projecteurs. La comédie musicale a pris place du 7 au 15 mai 2016.

## Vie privée
En 2013, Jo Kwon étudiait à l'université Kyung Hee. Il a intégré l'université Kyung Hee sans avoir à passer les examens d'admission ; des rumeurs ont circulé sur le fait que ce serait du favoritisme grâce à son statut d'artiste. Les rumeurs ont été démenties par sa performance au sommet de sa promotion. En 2015, Jo Kwon a rejoint la section arts du spectacle de l'université Kyung Hee. Jo Kwon explique être non-binaire dans une interview sur son genre et son image queer porteuse à confusion.

## Discographie

### Albums studio
| Titre      | Détails de l'album                                                                                    | Liste des pistes | Meilleure position | Meilleure position | Ventes         |
| Titre      | Détails de l'album                                                                                    | Liste des pistes | Gaon Weekly        | Gaon Monthly       | Ventes         |
| ---------- | --- | ---------------- | ------------------ | ------------------ | -------------- |
| I'm Da One | - Sortie: 25 juin 2012 - Format: CD, téléchargement - Label: JYP Entertainment, Big Hit Entertainment |                  | 1                  | -                  | - COR: 17,547+ |

### Mini albums
| Titre     | Détails de l'album                                                                | Liste des pistes                                           | Meilleure position | Meilleure position | Ventes |
| Titre     | Détails de l'album                                                                | Liste des pistes                                           | Gaon Weekly        | Gaon Monthly       | Ventes |
| --------- | --------------------------------------------------------------------------------- | ---------------------------------------------------------- | ------------------ | ------------------ | ------ |
| Crosswalk | - Sortie: 15 février 2016 - Format: CD, téléchargement - Label: JYP Entertainment | 1. Crosswalk (횡단보도) 2. It's Okay (괜찮아요) 3. Flutter |                    |                    | - COR: |

### Singles numériques
| Année | Chanson                                                                           | Album                                                                   |
| ----- | --------------------------------------------------------------------------------- | ----------------------------------------------------------------------- |
| 2009  | 졸업 (Graduation) (avec Changmin)                                                 | 졸업 (Graduation) (single numérique)                                    |
| 2009  | 덩크슛 (Dunk Shoot) (Whale - W & Whale)                                           | 환타스틱 프로젝트 Vol. 2 (Hwantastic Project Vol. 2) (single numérique) |
| 2009  | 우리 사랑하게 됐어요(We Fell In Love) (avec Ga In - Brown Eyed Girls)             | 우리 사랑하게 됐어요 (We Fell In Love) (single numérique)               |
| 2010  | 고백하던 날 (The Day I Confessed)                                                 | 고백하던 날 (The Day I Confessed) (single numérique)                    |
| 2015  | 이렇게 좋은 날에 (On The Good Day Like This) avec Joo Yeong (Seorindong Children) | 이렇게 좋은 날에 (On The Good Day Like This) (single numérique)         |
| 2016  | 횡단보도 (Crosswalk)                                                              | 횡단보도 (Crosswalk)                                                    |

### Collaborations
| Année | Titre de la chanson                                                                     | Album                             |
| ----- | --------------------------------------------------------------------------------------- | --------------------------------- |
| 2008  | Baek Ji-young - 밤새도록 (All Night)                                                    | Sensibility                       |
| 2009  | May Doni - 몰라-ing (Molla-ing) (avec Jinwoon)                                          | 7 Teen                            |
| 2010  | Wax - 이별 이야기 (Farewell Story)                                                      | Wax Unplugged Side A              |
| 2010  | Lim Jeonghee - 헤어지러 가는 길 (On the Way to Breakup)                                 | 진짜일 리 없어 (It Can't Be Real) |
| 2013  | Perfect Christmas (avec Lim Jeonghee, Joo Hee de 8eight, Rap Monster & Jungkook de BTS) | -                                 |
| 2014  | One Summer Night (Korean & English Ver.) (with Fei (Miss A))                            | Temptation OST Part 3             |
| 2014  | Q&A(avec Ga-in (Brown Eyed Girls))                                                      | Truth or Dare                     |
| 2014  | Suddenly (avec Yerin (15&)) et Jun. K (2PM))                                            | JYP Nation Korea 2014 ‘One Mic’   |

## Filmographie

### Clips
| Année | Titre                  | Avec                                    |
| ----- | ---------------------- | --------------------------------------- |
| 2009  | Dunk Shot              | Whale (de W&Whale)                      |
| 2010  | On the way to break up | Lim Jeong-hee                           |
| 2012  | I'm Da One             | J-Hope, V, Jin, Suga et Jungkook de BTS |
| 2013  | Pitapat                | BESTie                                  |
| 2016  | Crosswalk              | Suho                                    |

### Films
| Année | Titre     | Rôle                 |
| ----- | --------- | -------------------- |
| 2013  | Pinocchio | Pinocchio (doublage) |

### Dramas
| Année | Chaîne | Titre                                   | Rôle          | Notes       |
| ----- | ------ | --------------------------------------- | ------------- | ----------- |
| 2010  | MBC    | All My Love                             | Hwang Ok-yub  | Principal   |
| 2013  | MBC    | The Dramatic "Flower Boys Coorporation" | Jo Kwon       | Second rôle |
| 2013  | KBS2   | Queen of the Office                     | Kye Kyung-woo | Second rôle |
| 2015  | KBS2   | The Producers                           | Caméo         |             |

### Emissions télévisées
| Année | Titre                               | Note                                           | Rôle                                                      | Chaîne    |
| ----- | ----------------------------------- | ---------------------------------------------- | --------------------------------------------------------- | --------- |
| 2009  | Sang Sang Plus                      | Lui-même                                       | KBS2                                                      |           |
| 2009  | The Teacher is Coming               | Épisode 29                                     | Invité (avec Im Seulong)                                  | MBC       |
| 2009  | Star King                           | Invité                                         | SBS                                                       |           |
| 2009  | Strong Heart                        | Épisode 3                                      | Invité                                                    | SBS       |
| 2009  | World Changing Quiz Show            | Épisodes 22-3, 30, 34, 38                      | Invité                                                    | MBC       |
| 2009  | We Got Married                      | Saison 2 (60 épisodes)                         | Lui-même (avec Ga-in)                                     | MBC       |
| 2010  | Family Outing 2                     | Saison 2                                       | Membre                                                    | SBS       |
| 2010  | Star Golden Bell                    | Invité                                         | KBS2                                                      |           |
| 2010  | MBC Fantasy Couple                  | Invité                                         | MBC                                                       |           |
| 2010  | Shin PD                             | Invité avec 2AM                                | SBS                                                       |           |
| 2010  | Star King                           | Épisodes 147-149, 152-158, 162, 177, 179, 184  | Lui-même                                                  | SBS       |
| 2010  | Running Man                         | Épisode 7                                      | Invité                                                    | SBS       |
| 2010  | Challenge 1000 Songs                | Invité                                         | SBS                                                       |           |
| 2010  | Come To Play                        | Invité                                         | MBC                                                       |           |
| 2010  | Star Dance Battle                   |                                                |                                                           |           |
| 2010  | Intimate Note                       | SBS                                            |                                                           |           |
| 2010  | Radio Star                          | Épisode 171                                    | Invité (avec Lee Changmin)                                | MBC       |
| 2010  | Sweet Night                         | Épisode 8                                      | Invité                                                    | KBS       |
| 2010  | Win Win                             | Épisode 10                                     | Présentateur                                              | KBS       |
| 2011  | Star King                           | Épisode 185                                    | Invité                                                    | SBS       |
| 2011  | Strong Heart                        | Épisodes 61-62                                 | Invité                                                    | SBS       |
| 2011  | Radio Star                          | Épisode 257                                    | Invité                                                    | MBC       |
| 2012  | Strong Heart                        | Épisodes 137-138                               | Lui-même                                                  | SBS       |
| 2012  | Crisis Escape no.1                  | Lui-même                                       | KBS2                                                      |           |
| 2012  | World Changing Quiz Show            | Épisode 146, 165                               | Invité (Ep. 146), présentateur (Ep. 165)                  | MBC       |
| 2012  | Invincible Youth                    | Épisodes 17, 31                                | Invité                                                    | KBS2      |
| 2012  | You and I                           | Épisode 10                                     | Lui-même                                                  | SBS       |
| 2012  | Win Win                             | Épisode 103 (invités: Beast)                   | Présentateur                                              | KBS       |
| 2012  | Go Show                             | Épisode 11                                     | Invité                                                    | SBS       |
| 2012  | We Got Married                      | Présentateur                                   | MBC                                                       |           |
| 2012  | Birth Of A Family                   | Invité                                         | SBS                                                       |           |
| 2013  | Magic Concert                       | Épisodes 10, 14                                | Invité (avec Jeong Jinwoon)                               | MBC       |
| 2013  | Story Show Hwasubun                 | Épisode 1                                      | Apparition avec Jeong Jinwoon                             | MBC       |
| 2013  | World Changing Quiz Show            | Épisodes 184                                   | Présentateur                                              | MBC       |
| 2013  | Barefooted Friends                  | Épisode 12 & 13 - compétition de plongeon      | Invité - apparaît avec Nichkhun, Taecyeon et Junho de 2PM | SBS       |
| 2013  | A Song For You                      | Saison 2 - 16 épisodes (23/08/2013-10/01/2014) | Présentateur                                              | KBS World |
| 2014  | I★GOT7                              | Épisodes 09 & 10                               | Invité                                                    | SBS       |
| 2014  | I'm Going To School                 | Épisodes 06 - 09                               | Lui-même                                                  | JTBC      |
| 2014  | MBC Human Documentary 'Good People' | 13/09/2014                                     | Lui-même                                                  | MBC       |
| 2014  | Magic Eye                           | 16/09/2014                                     | Invité                                                    | SBS       |
| 2014  | Abnormal Summit                     | Épisode 12                                     | Invité                                                    | JTBC      |
| 2015  | A Song For You season 3             | Épisode 16                                     | Invité avec 2AM                                           | KBS       |
| 2015  | Masked Singer                       | Épisode 01                                     | Lui-même                                                  | MBC       |
| 2015  | Kstyle Season 3                     | Épisode 8                                      | Lui-même                                                  | Channel M |
| 2015  | How To Eat And Live Well            | 01/03/2015 et 08/03/2015                       | Invité avec Jeong Jinwoon                                 | SBS       |
| 2015  | 4 Naked Show                        | Épisodes 10, 13                                | Invité pour Son Gain, Min                                 | Mnet      |
| 2015  | Let's Go! Dream Team Season 2       | Invité                                         | KBS                                                       |           |
| 2015  | World Changing Quiz Show            | Épisode 290                                    | Invité                                                    | MBC       |
| 2015  | Celebrity Tutors                    | Épisode 21                                     | Invité                                                    | MBC       |
| 2015  | I Can See Your Voice                | Invité avec Lee Changmin                       | Mnet                                                      |           |
| 2015  | Hello Counselor                     | Lui-même                                       | KBS2                                                      |           |
| 2015  | Vitamin                             | Lui-même                                       | KBS2                                                      |           |
| 2015  | Happy Together                      | Invité avec Son Ga-in                          | KBS                                                       |           |
| 2015  | Sixteen                             | Épisodes 1, 9                                  | Mnet                                                      |           |
| 2015  | Same Bed Different Dream            | Épisode 15                                     | Invité                                                    | MBC       |
| 2015  | Global Super Idol                   | Épisode 5                                      | Juge invité                                               | MBC       |
| 2015  | Two Yoo Project Sugar Man           | Épisode 9                                      | Invité                                                    | JTBC      |
| 2016  | Healing Camp                        | Épisode 218                                    | Invité                                                    | SBS       |
| 2016  | Duet Song Festival                  | Épisode 2                                      | Invité                                                    | MBC       |
| 2016  | Unnies' Slamdunk                    | Épisode 9                                      | Invité                                                    | KBS2      |

## Comédies musicales
| Année | Titre                          | Rôle               |
| ----- | ------------------------------ | ------------------ |
| 2013  | Jesus Christ Superstar         | King Herod         |
| 2014  | Priscilla, Queen of the Desert | Adam               |
| 2015  | Chess                          | Anatoly Sergievsky |
| 2016  | On A Starry Night              | Choi Sung Keun     |

## Radio
| Année | Titre                          | Station      | Note                                   |
| ----- | ------------------------------ | ------------ | -------------------------------------- |
| 2014  | MBC C-Radio Idol True Colours  | MBC C-Radio  | Ep 25 - Invité                         |
| 2014  | SBS K.Will's Youngstreet Radio | SBS Power FM | Christmas Special DJ avec Min (Miss A) |
| 2015  | SBS Power Radio                | SBS Power FM | Spécial Nouvelle année lunaire         |

## Prix et nominations

### Prix et nominations en solo
| Année | Prix                            | Catégorie                                                 | Travail nommé                | Résultat   |
| ----- | ------------------------------- | --------------------------------------------------------- | ---------------------------- | ---------- |
| 2009  | Cyworld Digital Music Awards    | Chanson du mois (décembre)                                | We Fell in Love (avec Ga-in) | Lauréat    |
| 2010  | Cyworld Digital Music Awards    | Chanson du mois (janvier)                                 | We Fell in Love (avec Ga-in) | Lauréat    |
| 2010  | Gaon Chart Grand Opening Awards | January Week 1 Digital Chart Overall #1                   | We Fell in Love (avec Ga-in) | Lauréat    |
| 2010  | Gaon Chart Grand Opening Awards | January Week 2 Digital Chart Overall #1                   | We Fell in Love (avec Ga-in) | Lauréat    |
| 2010  | Gaon Chart Grand Opening Awards | January Week 3 Digital Chart Overall #1                   | We Fell in Love (avec Ga-in) | Lauréat    |
| 2010  | Gaon Chart Grand Opening Awards | January Week 4 Ringback tone #1                           | We Fell in Love (avec Ga-in) | Lauréat    |
| 2010  | 4es Mnet 20's Choice Awards     | Most Influential Top 20 Stars                             | Jo Kwon                      | Lauréat    |
| 2010  | 3es Korea Sharing Awards        | The National Assembly standing Committee's Chairman Award | Jo Kwon                      | Lauréat    |
| 2010  | Melon Music Awards              | Chanson de l'année                                        | We Fell In Love (avec Ga-in) | Nomination |
| 2010  | Melon Music Awards              | Netizen Popularity Song                                   | We Fell In Love (avec Ga-in) | Nomination |
| 2010  | 12es Mnet Asian Music Awards    | Meilleure collaboration                                   | We Fell In Love (avec Ga-in) | Lauréat    |
| 2010  | Bugs Music Awards               | Chanson de l'année                                        | We Fell In Love (avec Ga-in) | Nomination |
| 2010  | Bugs Music Awards               | Meilleur duo (Or)                                         | We Fell In Love (avec Ga-in) | Lauréat    |
| 2010  | Bugs Music Awards               | Meilleure star de variété (Bronze)                        | We Got Married               | Lauréat    |
| 2010  | MBC Entertainment Awards        | Show, Variety Male Rookie Award                           | We Got Married               | Lauréat    |
| 2010  | MBC Entertainment Awards        | Prix du meilleur couple avec Ga-in                        | We Got Married               | Lauréat    |
| 2010  | SBS Entertainment Awards        | Prix de la nouvelle star de variété                       | Inkigayo                     | Lauréat    |
| 2011  | MBC Entertainment Awards        | Comedy / Sitcom Popularity Award                          | All My Love                  | Lauréat    |

## Programmes musicaux
Ci-dessous se trouve toutes les victoires de Jo Kwon sur les émissions musicales coréennes. Le Music Bank est diffusé sur KBS.

### Music Bank
| Année | Date       | Chanson                      |
| ----- | ---------- | ---------------------------- |
| 2010  | 15 janvier | We Fell in Love (avec Ga-in) |
| 2010  | 22 janvier | We Fell in Love (avec Ga-in) |
| 2012  | 6 juillet  | I'm Da One (ft. Zion.T)      |